# Lawrence' kolibrie
De Lawrence' kolibrie (Eugenes spectabilis) is een vogel uit de familie Trochilidae (kolibries). Deze vogel is genoemd naar de Amerikaanse amateur-ornitholoog George Newbold Lawrence.

## Verspreiding en leefgebied
Deze soort komt voor in de bergwouden van Costa Rica en westelijk Panama.

## Status
De Lawrence' kolibrie staat als niet bedreigd op de lijst van het IUCN.